# Родина, Ирина Викторовна
Ири́на Ви́кторовна Родина (род. 23 июля 1973 года, Тула, СССР) — заслуженный мастер спорта России, обладательница 5-го дана по дзюдо, мастер спорта международного класса по самбо и дзюдо, участница Олимпийских Игр в Сиднее, 11-кратная чемпионка мира по самбо, чемпионка Европы по дзюдо, с 2013 года старший тренер сборной России по дзюдо (девушки 15-17 лет).

## Биография
Ирина Родина родилась в Туле. В детстве занималась разными видами спорта, пробовала силы в баскетболе, легкой атлетике, велоспорте. В феврале 1987 года вместе с подругой пришла в секцию дзюдо. Родители сначала не одобрили решение дочери заниматься борьбой, однако после того как Ирина стала успешно выступать на соревнованиях, согласились с её выбором. Первый тренер, с которым Ирина добилась высоких результатов по дзюдо и самбо — Владимир Александрович Лювунхай. В 1990 году закончила ПТУ №7, затем получила высшее образование в Подольском социально-спортивном институте. В 1992 году перешла во взрослую возрастную категорию.
Сначала Ирина выступала за ФСО «Трудовые резервы», а потом за «Профсоюзы». К 1998 году Ирина решила переехать в Пермь, где спортивные организации финансировались лучше, чем в Туле. Её тренерами в Перми стали Константин Михайлович Философенко (дзюдо), а также Василий Троянович Перчик и Вячеслав Дмитриевич Зубков (самбо). С этого времени Ирина выступала за «Динамо».
С 1997 по 2003 годы Ирина выступала сразу по двум видам спорта — дзюдо и самбо. В 2000 году она стала участницей олимпийской сборной России по дзюдо. В 2004 году спортсменка ушла из дзюдо из-за разногласий с главным тренером женской сборной, но продолжила бороться на турнирах по самбо. Последний чемпионат мира по самбо Ирина выиграла в 2010 году в Ташкенте, победив в финале белорусскую спортсменку Ирину Ядковскую. В 2011 году на чемпионате России, проходившем в Краснокамске, проиграла финальную схватку Елене Хакимовой и приняла решение уходить из большого спорта.
Выступала в тяжёлой весовой категории: свыше 80 кг по самбо и свыше 78 кг по дзюдо.

## Достижения в дзюдо
- Участница соревнований по дзюдо на Олимпиаде в Сиднее. Заняла 7-е место, выиграв три встречи и проиграв две. 2000 год.
- Чемпионаты мира. Участие: 1997 (Франция), 1999 (Великобритания), 2001 (Германия), 2003 (Япония).
- Чемпионаты Европы. Золото: 1999 (Словакия). Серебро: 2000 (Польша), 2003 (Германия). Бронза: 1993 (Греция), 1994 (Польша), 1996 (Нидерланды), 1998 (Испания), 2001 (Франция). Участие: 1992 (Франция), 1997 (Бельгия).
- Командные чемпионаты Европы. Бронза: 1992 (Австрия), 1996 (Россия), 1999 (Турция), 2001 (Франция), 2003 (Франция). Участие: 1993 (Германия).

## Достижения в самбо
- Чемпионаты мира.
  - Золото: 1997 (Югославия), 1998 (Россия, Калининград), 1999 (Испания, Хихон), 2001 (Россия, Красноярск), 2002 (Панама, Панама), 2004 (Молдавия, Кишинев), 2005 (Казахстан, Астана), 2006 (Болгария, София), 2008 (Россия, Санкт-Петербург), 2009 (Греция, Фессалоники), 2010 (Узбекистан, Ташкент).
  - Бронза: 2003 (Россия, Санкт-Петербург).
- Чемпионаты Европы. Золото: 1998 (Литва), 2004 (Литва), 2007 (Болгария), 2008 (Грузия), 2009 (Греция).

## Награды
- Медаль ордена «За заслуги перед Отечеством» II степени (2002).
- Орден Дружбы (2013).
- Национальная премия «Золотой пояс» в номинации «Выдающийся спортивный результат»; присуждена Российским союзом боевых искусств (2006).